# Ichabod Bartlett

Ichabod Bartlett

Ichabod Bartlett (* 24. Juli 1786 in Salisbury, Merrimack County, New Hampshire; † 19. Oktober 1853 in Portsmouth, New Hampshire) war ein US-amerikanischer Politiker. Zwischen 1823 und 1829 vertrat er den Bundesstaat New Hampshire im US-Repräsentantenhaus.

## Werdegang
Nach einer guten Grundschulausbildung besuchte Ichabod Bartlett bis 1808 das Dartmouth College in Hanover. Nach einem Jurastudium und seiner im Jahr 1811 erfolgten Zulassung als Rechtsanwalt begann er in Durham im Strafford County in seinem neuen Beruf zu praktizieren. 1816 verlegte er seinen Wohnsitz und seine Kanzlei nach Portsmouth. In den Jahren 1817 und 1818 war er bei der Verwaltung des Staatssenats angestellt. Zwischen 1819 und 1821 war er Staatsanwalt im Rockingham County.
Bartlett war ursprünglich Mitglied der Demokratisch-Republikanischen Partei. Nachdem sich diese in den 1820er Jahren aufgelöst hatte, schloss er sich der Gruppe um John Quincy Adams und Henry Clay an, aus der später die National Republican Party entstand. Zwischen 1819 und 1821 war er Abgeordneter im Repräsentantenhaus von New Hampshire, als dessen Speaker er 1821 fungierte. Bei den Kongresswahlen des Jahres 1822, die staatsweit abgehalten wurden, wurde Bartlett für das erste Abgeordnetenmandat von New Hampshire in das US-Repräsentantenhaus in Washington, D.C. gewählt. Dort trat er am 4. März 1823 die Nachfolge von Josiah Butler an. Nach zwei Wiederwahlen konnte er bis zum 3. März 1829 drei Legislaturperioden im Kongress absolvieren. Dabei kam es vor allem seit 1825 zu heftigen politischen Auseinandersetzungen zwischen den National Republicans und den Anhängern von Andrew Jackson, die sich bald als Demokratische Partei etablieren sollten.
Zwischen 1830 und 1852 war Bartlett mehrfach Abgeordneter im Repräsentantenhaus seines Staates. In den Jahren 1831 und 1832 kandidierte er jeweils erfolglos für das Amt des Gouverneurs von New Hampshire; in beiden Fällen unterlag er Samuel Dinsmoor. 1850 war Bartlett Mitglied einer Versammlung zur Überarbeitung der Staatsverfassung. Er starb am 19. Oktober 1853 in Portsmouth.